# Госуслуги. Решаем вместе
«Госуслуги. Решаем вместе» — платформа обратной связи экосистемы государственных услуг, созданная в России, в рамках федерального проекта «Цифровое государственное управление» и стратегического национального проекта «Цифровая экономика». Основная задача заключается в систематизации коммуникации между гражданами и властью на разных уровнях в стране. Способствует оценке эффективности работы органов власти на региональном и местном уровнях и обеспечивает единый стандарт подачи обращений граждан в органы власти и организации, улучшая качество взаимодействия между человеком и государством.
Концепция платформы обратной связи (ПОС) даёт возможность отправлять запросы в государственные и муниципальные органы через форму на портале Госуслуг, мобильное приложение для смартфонов «Госуслуги. Решаем вместе», а также специальные виджеты на сайтах органов власти регионов Российской Федерации, включая официальные страницы госорганизаций в социальных сетях. Запросы касаются широкого спектра вопросов, включая возможность вносить предложения, принимать участие в опросах, голосованиях и общественных обсуждениях. Пилотный проект по внедрению начался в 2019 году.

## История
Цифровая политическая экосистема Российской Федерации представляет собой совокупность общедоступных онлайн-сервисов, главным из которых является Единый портал государственных услуг. Однако, главным отличием от классических экосистем является неоднородность включения региональных практик в общую систему портала, так как в различных регионах действуют сходные по целям сервисы под различным брендингом, такие как «Активный гражданин» в Москве, и «Решаем вместе» в Ярославле, активно привлекающие молодёжь для участия в общественных обсуждениях и взаимодействии с властью. От уровня развития таких цифровых технологий и компетентности молодёжи зависит роль в обеспечении безопасности страны, поэтому было принято решение сосредоточиться на создании моделей развития, способствующих формированию социально-ответственного политического поведения молодёжи, адаптированного к изменениям в обществе.
Внедрение платформы обратной связи (ПОС) «Госуслуги Решаем вместе» осуществлялось по прямому указанию Президента Российской Федерации в рамках федерального проекта «Цифровое управление» национального проекта «Цифровая экономика России». Суть ПОС заключается в том, чтобы позволить гражданам обращаться в государственные и муниципальные органы по широкому спектру вопросов через форму на Портале госуслуг, мобильное приложение «Госуслуги. Решаем вместе» (ранее «Госуслуги. Жалобы»?), а также виджеты на веб-сайтах органов власти субъектов РФ и местного самоуправления.
Эффективное взаимодействие между городскими властями и населением через цифровые технологии, включая ПОС, играет важную роль в создании комфортной городской среды. Однако они не идеальны, так как существует цифровой разрыв, который ограничивает использование интернет инструментов и систем. Более обеспеченное население активнее отправляет сообщения о городских проблемах, так как требуется наличие цифровых устройств и доступа в интернет. Исследование также подтвердило важность учёта гражданской активности населения. Анализ категорий сообщений показал, что ремонт дорог, благоустройство и ЖКХ являются самыми популярными категориями сообщений.
Комплексное исследование новой формы управленческой деятельности через Центры управления регионами подчеркивает важность сетевого подхода в государственном управлении. Для преодоления текущего разрыва необходимо увеличение цифровой грамотности населения, усиление доверия через обмен опытом и внедрение онлайн-механизмов. Центры управления регионами, в настоящее время являющиеся вспомогательными инструментами, могут значительно повысить эффективность управленческих решений на региональном уровне. Путём децентрализации власти, развития горизонтальных связей и минимизации государственных функций они имеют потенциал стать ключевым элементом в обновленных концепциях публичного управления.
В ходе анализа приложений, связанных с порталом Госуслуг, выявлены противоречивые отзывы. Пользователи критиковали низкий уровень реагирования власти на замечания, подчёркивая отсутствие вразумительных, внятных и понятных ответов на большинство обращений и жалоб. Среди основных нюансов были замечены проблемы с дорожным обслуживанием, отоплением и экологией. Некоторые пользователи предложили входить через сайт ЕСИА, чтобы усилить фиксацию жалоб, а также высказали идею о создании опции «запрос на изменение законодательства». В целом, отзывы указали на системную проблему государственного управления в России, где ограниченные ресурсы бюджета не позволяют эффективно решать проблемы, замечаемые населением.
Установлено, что процесс интернет-коммуникаций между властью и населением не может иметь эффективного развития без качественной и своевременной проработки профильной законодательной базы. Люди согласны с утверждением, что в интернете можно быстро сообщить официальным органам информацию о проблемах населения. Однако, полезность в решении серьёзных общественных проблем не признаётся.

## Функционал
Основными направлениями работы платформы обратной связи (ПОС) являются подача и обработка сообщений, что включает в себя работу с обращениями граждан и возможность оперативного контроля решения вопросов. Также, учёт мнения граждан с проведением онлайн-опросов по социально значимым темам для населения и общественных обсуждений.
ПОС обеспечивает единый стандарт подачи обращений граждан в органы власти и организации, используя рубрикатор определённых жизненных событий, и обеспечивает возможность гражданам — оперативно анализировать и контролировать собственные обращения и обращения других людей, а также сроки их рассмотрения и исполнения.
Примеры характера обращений, вопросов и жалоб:
- Ямы на дорогах.
- Общественный транспорт.
- Недостаточное освещение.
- Вывоз мусора.
- Благоустройство территорий.
- Некачественные коммунальные услуги, отсутствие отопления, горячей воды, протечки крыши.
- Затруднения с записью или вызовом врача, получением лекарств.
- Нарушения питания в школах или предоставление холодного обеда.
- Вопросы, касающиеся выплат для детей в возрасте от 3 до 7 лет.
- Проблемы с обращениями в службы экстренной помощи, скорой помощи или поликлиники.
- Онлайн-поступление в вузы без необходимости подачи бумажных заявлений и ожидания в очередях.
- Отсутствие выплат и льгот для военнослужащих и их семей.
- Подача жалобы на решение, принятое при поступлении на военную службу по контракту.
- Проблемы с отображением информации об образовании или индивидуальных достижениях на портале Госуслуг.
- Трудности с получением социальных выплат для медицинских работников.
- Проблемы при получение или использование Пушкинской карты.

Компетентные органы власти или муниципальные администрации обязаны ответить в течение 30 дней.  Некоторые жалобы могут быть рассмотрены в ускоренном порядке, в пределах 10 дней. Если гражданин не удовлетворён результатом или проблема остаётся нерешённой, есть возможность отправить сообщение на повторное рассмотрение. Для этого просто нужно нажать кнопку «вернуть на доработку» и добавить комментарий.
Правила, определяющие в каких случаях сообщения не будут рассматриваться соответствующим ведомством:
1. Сообщение содержит оскорбления, нецензурную лексику, угрозы жизни, здоровью или имуществу.
2. Сообщение содержит пропаганду ненависти и дискриминации по разным признакам, включая расовые, этнические, половые, религиозные и социальные.
3. Сообщение содержит информацию, которая может причинить вред в любой форме или призывает к причинению вреда.
4. Сообщение содержит личные данные третьих лиц без их согласия.
5. Сообщение является коммерческой рекламой или не связано с решением проблемы или предложением, включая спам и ссылки на другие ресурсы в интернете.
6. Сообщение содержит описание нескольких проблем или предложений по разным темам.
7. Текст невозможно прочесть или неясен в своей сути относительно проблемы.
8. Вопрос связан с государственной тайной.
9. Вопрос уже получил ответы ранее, и не содержит новых доводов или обстоятельств.
10. Вопрос касается технической поддержки портала Госуслуг.

## Структура
Платформа обратной связи (ПОС) и система общественных обращений разработана для упрощения взаимодействия граждан с государством. Представляет собой новый канал связи, позволяющий гражданам оставлять свои отзывы, предложения и жалобы по работе государственных органов и их сотрудников. Граждане могут обращаться через форму на портале Госуслуг, мобильное приложение «Госуслуги Решаем вместе», а также виджеты на сайтах исполнительных органов государственной власти и органов местного самоуправления. ПОС позволяет участвовать в опросах, голосованиях и общественных обсуждениях. Система связана с Единым порталом госуслуг, и граждане могут отслеживать статусы и результаты обработки своих обращений в личном кабинете.
ПОС также агрегирует данные о результатах обработки обращений, предоставляя аналитическую информацию в различных разрезах, включая статистику просроченных ответов, сводный отчёт по обращениям, медианы удовлетворённости, тепловые карты и отчёты по общественным голосованиям и инициативам. Основная цель ПОС заключается в быстром решении проблем граждан. Система предоставляет объективную информацию об актуальных проблемах, которые беспокоят граждан, и позволяет органам власти принимать необходимые меры для их разрешения.
Оценка эффективности работы регионов позволяет следить за качеством взаимодействия с гражданами через платформу обратной связи. Методика оценки была утверждена на заседании Правительственной комиссии по цифровому развитию и улучшению условий жизни. С ростом популярности цифровых инструментов взаимодействия с властью, число сообщений через платформу достигло 9,3 миллиона. Расширение функционала платформы также отражается в рейтинге, который включает показатели активности не только государственных органов, но и школ, больниц, центров занятости, управляющих компаний и других социально значимых учреждений. Оценка регионов происходит на основе более чем 20 количественных и качественных показателей. Это включает количество обработанных сообщений от граждан, долю подключенных организаций, уровень удовлетворённости граждан ответами, количество проведённых голосований и публичных слушаний на платформе, а также количество реализованных проектов, поддержанных голосами граждан.
Платформа поддерживает иерархическую координацию, где данные передаются от региона к центру, а решения формируются на верхних уровнях и передаются вниз, регулируя процессы работы с инцидентами. Акцент внимания на полномочиях, предоставляемых на основе принципа субсидиарности. Концепция современной централизованной управляющей сети (ЦУР) включает в себя использование как положительного, так и отрицательного регулирования: напрямую вмешиваться, когда система не справляется и не достигает заданного уровня производительности, а также реализовывать патерналистские программы для определённых территорий или проблем. Это предполагает, что региональные администрации имеют лишь определённую управленческую свободу в рамках своих компетенций. В пределах своих ограничений региональные ЦУР имеют возможность принимать и исполнять решения, но если необходимо выходить за рамки ограничений или территориальная система отклоняется от ожидаемой эффективности, требуется вмешательство со стороны вышестоящих уровней управления.
Административные роли внутри системы:
1. Модератор:
  - Отвечает за модерацию сообщений в ПОС.
  - Принимает решение о передаче сообщения в ответственный орган или организацию.
  - Имеет доступ к функциям классификации и маршрутизации сообщений.
2. Координатор:
  - Распределяет сообщения на исполнителей в системе.
  - Осуществляет распределение в соответствии с тематикой и сутью сообщений.
3. Исполнитель:
  - Ответственный за обработку и исполнение сообщений в системе.
4. Руководитель:
  - Обеспечивает контроль над работой с сообщениями в организации.
  - Согласовывает и утверждает ответы Заявителю.
  - Согласовывает и утверждает перенаправление сообщений.
5. Куратор:
  - Контролирует процесс обработки сообщений в органе или организации.
  - Имеет доступ ко всей информации по работе с сообщениями внутри организации.
  - Не имеет возможности выполнять действия с сообщениями.
6. Администратор ЛКО:
  - Ответственный за администрирование личного кабинета органа или организации.